# Asura terminata
Asura terminata är en fjärilsart som beskrevs av Moore 1878. Asura terminata ingår i släktet Asura och familjen björnspinnare. Inga underarter finns listade i Catalogue of Life.